# Calceolaria grandiflora
Calceolaria grandiflora är en toffelblomsväxtart som beskrevs av Francis Whittier Pennell. Calceolaria grandiflora ingår i släktet toffelblommor, och familjen toffelblomsväxter. Inga underarter finns listade i Catalogue of Life.